# غلامحسین نوریان
 غلامحسین نوریان  (زاده ۲۵ اسفند ۱۳۱۳) بازیکن سابق فوتبال ایران است. وی سابقه بازی در تیم‌های تهران‌جوان و دارایی تهران را دارد.
وی سابقه ۱۱ بازی ملی در کارنامه دارد.